# اچ‌ام‌اس موریس (۸۰)
اچ‌ام‌اس موریس (۸۰) (به انگلیسی: HMS Mauritius (80)) یک کشتی بود که طول آن ۱۶۹٫۳ متر (۵۵۵ فوت) بود. این کشتی در سال ۱۹۳۹ ساخته شد.